# Leptocyclopodia thaii
Leptocyclopodia thaii är en tvåvingeart som beskrevs av Maa 1968. Leptocyclopodia thaii ingår i släktet Leptocyclopodia och familjen lusflugor. Inga underarter finns listade i Catalogue of Life.